# Espectrometria de masses

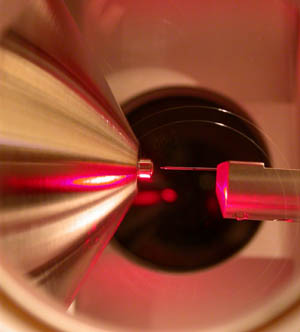
Feix d'ions per electrospray en un espectròmetre de massa.

L'espectrometria de masses és una tècnica experimental que permet la mesura de ions derivats d'una molècula. L'espectròmetre de masses és un instrument que permet analitzar amb gran precisió la composició de diferents elements químics i isòtops atòmics, separant els nuclis atòmics en funció de la seva relació massa-càrrega (m/z). Es pot utilitzar per identificar els diferents elements químics que formen un compost, o per determinar el contingut isotòpic de diferents elements en un mateix compost. Es pot trobar generalment com a detector de cromatografia. En aquest sentit, es pot acoblar a cromatografia de gasos (tècnica híbrida coneguda per les seves inicials en anglès GC-MS) o a cromatografia líquida (HPLC-MS)
L'espectròmetre de masses mesura raons càrrega/massa de ions, escalfant un feix de material del compost a analitzar fins a vaporitzar i ionitzar els diferents àtoms. El feix de ions produeix un patró específic en el detector, que permet analitzar el compost. En la indústria és altament utilitzat en l'anàlisi elemental de semiconductors, biosensors i cadenes polimèriques complexes.

## Història
El fenomen d'emissió d'ions secundaris va ser observat per primera vegada al començament del segle xx. El primer instrument semblant a un espectròmetre de masses va ser descrit a 1899 pel científic anglès J. J. Thomson, que estava interessat a mesurar la relació massa-càrrega de l'electró. El 1918 i 1919, A. J. Dempster i F. W. Aston van construir els primers instruments capaços d'actuar com un espectròmetre de masses.

## Fonaments de l'espectrometria de masses d'ions secundaris (SIMS)
La tècnica de detecció d'ions es basa en el fenomen conegut com desbastat (sputtering, en anglès) de partícules centrades en un blanc, que són bombardejades per ions, àtoms o molècules. Depenent de l'interval d'energia de la partícula primària, ocorren col·lisions elàstiques o inelàstiques:
- En l'interval dels keV, les interaccions dominants són les  elàstiques .
- Les col·lisions inelàstiques augmenten com augmenta l'energia. Aquestes són més comuns en l'interval d'energia dels MeV.

El procés de dispersió produeix ions secundaris en el rang de les energies cinètiques traslacionals. Les distribucions d'energia són diferents per ions atòmics o moleculars. L'eficiència d'ionització de l'SIMS és definida com la fracció dels àtoms escampats que es tornen ionitzats. L'eficiència varia pel que fa a l'element d'anàlisi en diversos ordres de magnitud. Les influències més òbvies són el potencial d'ionització i l'afinitat electrònica dels ions negatius.

### Conceptes clau
- Resolució (m/z M), on "m" és la massa de l'ió i "z" la seva càrrega, és la capacitat de separar i mesurar masses d'ions de semblant massa molecular.
- Massa monoisotópica i massa mitja:
  - La massa monoisotòpica és la suma de les masses monoisotòpiques de cada element de l'anàlit.
  - La massa mitjana és la suma de la mitjana química de les masses dels seus components considerant la seva abundància.
- La precisió de massa és un percentatge de la massa mesura i es mesura tant en tant per cent com en parts per milió.

## Límits de detecció
En general, a major velocitat d'erosió, millor sensibilitat, pel que, a corrent alta, el feix primari de ions d'alta energia és l'ideal. Però, malauradament, amb l'energia, no només l'eficiència del "sputtering" augmenta, i també la profunditat de penetració i el volum de cascada (dany induït, pertorbació). És per això que SIMS és una tècnica d'anàlisi destructiva. La distinció entre condicions dinàmiques i estàtiques podem comprendre-la analitzant el temps de vida (t) en la primera capa atòmica trobada en superfície:
 {\displaystyle t=10^{5}A*x/Ip*i} 
on:
t = temps de vida de la monocapa.
A = àrea de superfície polvoritzada [cm2].
i = part dispersada.
Ip = flux primari de partícules [cm-2].

## Assistència d'ions positius o negatius
L'assistència de l'oxigen (O2 +) passa com a resultat dels enllaços metall-oxigen en una zona enriquida amb oxigen. Quan aquests enllaços es trenquen durant l'emissió d'ions, l'oxigen es carrega negativament a causa de la seva alta afinitat electrònica, afavoreix la captura, i el seu alt potencial de ionització inhibeix les partícules positives (ions positius). El metall és aïllat llavors de càrregues positives. A més, el bombardeig amb oxigen incrementa la concentració d'oxigen en la superfície.
D'altra banda, el bombardeig amb cesi (Cs +) afavoreix els ions negatius de la mostra. Aquest fenomen es poden explicar per funcions treball que són reduïdes per la implantació de cesi en la superfície de la mostra. Més electrons secundaris són excitats sobre la superfície de la barrera de potencial. Incrementar la disponibilitat d'electrons porta a la formació de ions negatius.

## Funcionament

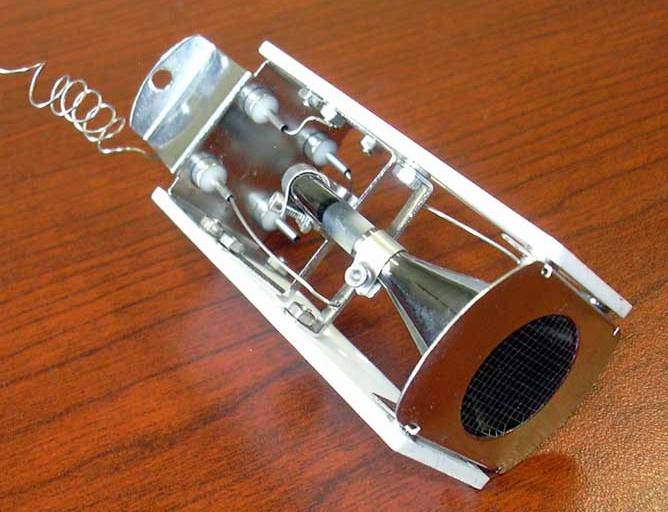
Detector

En termes generals, molècules diverses tenen masses diverses, fet utilitzat per un espectròmetre de masses per determinar quines molècules estan presents en una mostra. Per exemple, es vaporitza sal de taula (NaCl) i s'analitzen els ions en la primera part de l'espectròmetre de massa. Això produeix ions del sodi i ions del clor que tenen pesos moleculars específics. Aquests ions també tenen una càrrega, que vol dir que degut a ella tindran moviment sota influència d'un determinat camp elèctric.
Aquests ions s'envien a un compartiment d'acceleració i es passen a través d'una làmina metàl·lica. S'aplica un camp magnètic a un costat del compartiment que atreu a cada un dels ions amb la mateixa força (suposant càrrega idèntica) i se'ls desvia sobre un detector. Naturalment, els ions més lleugers es desviaran més que els ions pesants perquè la força aplicada a cada ió és igual però els ions lleugers tenen menys massa. El detector mesura exactament com de lluny s'ha desviat cada ió i, a partir d'aquesta dada es calcula el quocient massa per unitat de càrrega ". Amb aquesta informació és possible determinar amb un alt nivell de certesa quina és la composició química de la mostra original.
Hi ha molts tipus d'espectròmetres de masses que no només analitzen els ions, sinó que també produeixen diversos tipus d'ions. No obstant això, tots utilitzen camps elèctrics i magnètics per canviar la trajectòria iònica de determinada manera.

## Components
Un espectròmetre de masses té tres components fonamentals: la font d'ionització, l'analitzador de massa i el detector.

### Font d'ionització
La font d'ions és l'element de l'espectròmetre que ionitza el material a ser analitzat (l'anàlit). Després els ions són transportats pels camps magnètics o elèctrics a l'analitzador total.
Les tècniques per a la ionització han estat dominants per determinar quins tipus de mostres es poden analitzar per espectrometria de massa. La ionització de l'electró i la ionització molecular s'utilitzen per als gasos i els vapors.
Dues tècniques, usades sovint amb líquids i mostres biològiques sòlides, inclouen la ESI o ionització per electrospray (a causa de John Fenn) i el làser Matriu-Assistit Desorció/Ionització (MALDI, a causa de M. Karas ja F. Hillenkamp). Les fonts inductives del plasma s'utilitzen, sobretot, per a l'anàlisi del metall en una àmplia gamma de tipus de les mostres. Altres tècniques inclouen la ionització química ràpida del bombardeig de l'àtom (FAB), termo esprai, ionització química a pressió atmosfèrica (APCI), fotoionització a pressió atmosfèrica (APPI), espectrometria de massa de Ion sec.

### Analitzador de massa
L'analitzador de massa és la peça més flexible de l'espectròmetre de massa. Utilitza un camp elèctric o magnètic per a afectar la trajectòria o la velocitat de les partícules carregades d'una certa manera. La força exercida pels camps elèctrics i magnètics és definida per la força de Lorentz:
{\displaystyle {\vec {F}}=q({\vec {E}}+{\vec {v}}\times {\vec {B}})}
on E és la força del camp elèctric, "B" és la inducció del camp magnètic, "q" és la càrrega de la partícula, "v" és la seva velocitat i "x" simbolitza el producte creu o producte vectorial. Tots els analitzadors totals utilitzen les forces de Lorentz d'una manera o altra en la determinació de massa-càrrega, estàticament o dinàmica. A més dels tipus originals de l'àrea magnètica, altres tipus d'analitzadors que són utilitzats habitualment són l'analitzador de masses per temps de vol (TOF), el quadrupol, i l'analitzador de masses per ressonància. A més d'aquests hi ha molts més analitzadors totals experimentals i combinacions exòtiques d'analitzadors.
Segons el que demostrat amunt, els instruments de l'àrea canvien la direcció dels ions que estan volant a través de l'analitzador total. Els ions incorporen un camp magnètic o el camp elèctric que dobla les trajectòries de l'ió dependents en la seva massa i càrrega, desviant la mudança més ràpida, ions més lleugers més. Així, l'analitzador dirigeix les partícules al detector, variant un camp elèctric o magnètic que es basa en el quocient massa/càrrega (m/z).
Actualment hi ha diferents mètodes per a "filtrar" els ions respecte a la seva relació Massa/càrrega. El més comunament utilitzat és l'anomenat quadripol. Es compon de 4 barres allargades en formació quadrada, connectades elèctricament entre si en parells oposats. A aquests parells (pols) se'ls aplica una tensió de radiofreqüència variable que sintonitza amb un determinat ió. Quan hi ha sintonia entre l'ió que està passant per elles i la freqüència aplicada, aquest ió continua el seu camí sense alterar-se, mentre que la resta de ions no sintonitzats es desvien fora del quadripol i d'aquesta manera no impacten en el detector.
La configuració dels actuals espectròmetres de massa passa per disposar d'un, dos i fins a tres quadripols en sèrie (essent el més comú el triple quadripol). També hi ha configuracions no quadripolars, com poden ser els hexapols, encara que el seu funcionament és anàleg al quadripol.
L'analitzador es pot utilitzar per seleccionar una gamma estreta de m/z o per descobrir a través d'una gamma de m/z per catalogar els ions presents:
- Potser el més fàcil d'entendre és l'analitzador del Temps de Vol (TOF) que s'integra amb fonts de tipus MALDI o amb HRGC o HPLC. Sotmet els ions a la mateixa energia cinètica pel pas a través d'un camp elèctric i mesura els temps que prenen per arribar al detector. Encara que l'energia cinètica és igual, la velocitat és diferent, així que l'ió més altament carregat de l'enllumenat arribarà el detector primer.
- Els analitzadors totals quadripol i els camps elèctrics oscil de l'ió de l'ús quadripol de les trampes [QIT] estabilitzen selectivament o desestabilitzen els ions que cauen dins d'una finestra estreta dels valors de m/z. Fourier transforma mesures de l'espectrometria de massa que es forma detectant el corrent de la imatge produïda pels ions ciclotrons en presència d'un camp magnètic. Poder escollir l'analitzador més adequat per un experiment depèn del tipus d'informació que s'obté de l'experiment.

### Detector
L'element final de l'espectròmetre total és el detector. El detector registra la càrrega induïda o el corrent produïda quan un ió passa a prop o colpeja una superfície. En un instrument d'exploració del senyal és produïda en el detector durant la trajectòria d'aquesta (en què m/z) i produirà un espectre de massa, un expedient del m/z's en el qual els ions són presents. Típicament, s'utilitza un cert tipus de multiplicador d'electrons (electromultiplicador), tot i que s'han emprat altres detectors (com les tasses de Faraday).

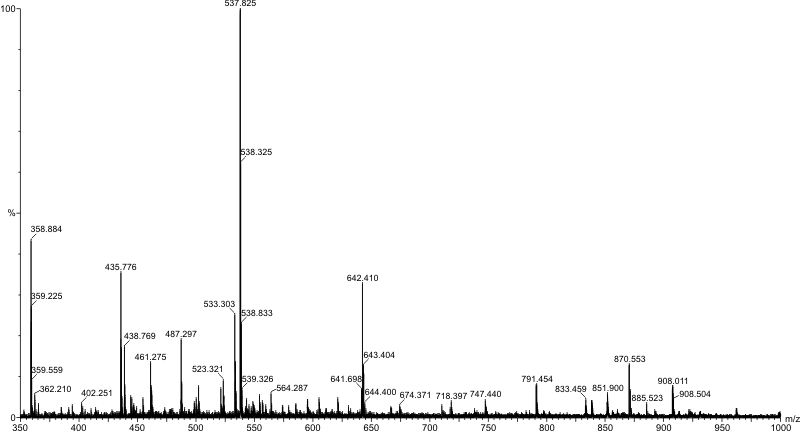
Espectre de masses.

El funcionament del electromultiplicador es basa en l'efecte cascada produït a l'impactar un determinat ió (o ions) en el mateix. Aplicant una diferència de potencial entre els seus extrems, s'aconsegueix augmentar el factor d'amplificació, que vindrà determinat pel nombre de subetapes amplificadores que componen el detector. Normalment, és un component sotmès a desgast que ha de reemplaçar amb el temps en perdre eficiència d'amplificació.
Ja que el nombre d'ions que deixen l'analitzador total en un instant particular és realment petit, una amplificació significativa és generalment necessària per aconseguir un senyal mínimament processable. Els detectors de la placa de Microchannel s'utilitzen comunament en instruments comercials moderns. En FTMS el "detector" és un parell de plaques de metall dins de la regió total de l'analitzador que els ions passen només a prop. No es produeix cap corrent de la CC, només un corrent feble de la imatge de la CA es produeix en un circuit entre les plaques.

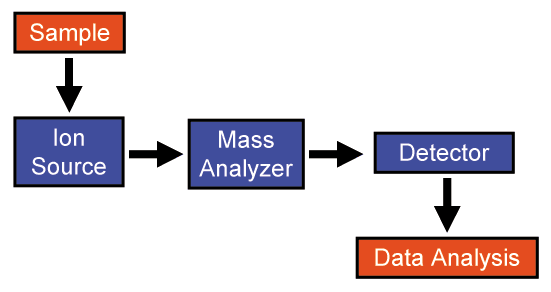
Principals passos de la mesura de la massa amb un espectròmetre. Sample:mostra, Ion source: Font d'ions, mass analyzer: analitzador de massa, Data analysis: Anàlisi de dades

## Espectrometria de massa
L'espectrometria de massa (EM, les sigles en anglès son MS) és una tècnica analítica per a la determinació de la composició elemental d'una mostra o una molècula. També es fa servir per esbrinar les estructures químiques de les molècules, com és el cas dels pèptids i altres compostos químics. El principi de l'EM consisteix a ionitzar compostos químics per tal de generar molècules carregades o fragments de molècules i el mesurament de la seva relació massa-càrrega. En un procediment habitual d'espectrometria de massa: 
1. Una mostra és carregada dins de l'espectròmetre de massa, i
2. els components de la mostra són ionitzats mitjançant una varietat de mètodes (per exemple per impacte amb un feix d'electrons), la qual cosa dona lloc a partícules carregades ((ions)
3. dirigir els ions cap a un camp elèctric o magnètic
4. computació de la relació massa-càrrega de les partícules basant-se en detalls del moviment dels ions en el seu trànsit a través dels camps electromagnètics, i
5. detecció dels ions.

Els instruments d'un espectròmetre de massa consisteixen en tres mòduls: una "font d'ions" que pot convertir la fase gasosa de les molècules en ions (o, d'una solució en gas); un analitzador de massa, que classifica els ions per les seves masses; i un detector, que mesura el valor de la quantitat d'un indicador i així proporciona dades pel càlcul de l'abundància relativa.